# The Best (album Nikolaja Noskova)
The Best je kompilacija najboljih pjesama ruskog glazbenika Nikolaja Noskova iz 2016. godine. Na albumu se nalazi 15 skladbi.

## Popis pjesama
1. Paranoja (Паранойя)
2. Fenečka (Фенечка)
3. Dišu tišinoj (Дышу тишиной)
4. Spasibo (Спасибо)
5. Ja nemodnij (Я не модный)
6. Eto zdorovo (Это здорово)
7. Po pojas v nebe (По пояс в небе)
8. Začem (Зачем)
9. Romans (Романс)
10. A ne menjšeje ja ne soglasen (На меньшее я не согласен)
11. Zimjaa noć (Зимняя ночь)
12. Pobudʹ so mnoj (Побудь со мной)
13. Ispoved' (Исповедь)
14. Sneg (Снег)
15. Ja tebja lublju (Я тебя люблю)